# Hemioplisis humerata
Hemioplisis humerata là một loài bướm đêm trong họ Geometridae.